# Metaanalyse
Metaanalyse (af meta og analyse) er en analyse af analyser. Mere præcist en analyse af tidligere empiriske undersøgelser af et fænomen.
En metaanalyse kan for eksempel undersøge hvor godt en bestemt medicinsk behandling virker ved statistisk analyse af resultater af randomiserede kliniske forsøg, der er præsenteret i publicerede videnskabelige artikler. 
Indenfor det medicinske område udføres mange metaanalyser i forbindelse med Cochrane-samarbejdet. 
I Danmark varetages det af Det Nordiske Cochrane Center.